# تيليسيلا
تيليسيلا (باليونانية: Τελέσιλλα)‏ هي شاعرة إغريقية من مواطني أرغوس، وقد وضعت كإحدى ملهمات الشعر التسع. وفقا للقصة المروية عنها فقد أتى كليومينس الثاني ملك إسبرطة ليغزو أرغوس عام 510 ق م قاموا بقتل كل الرجال القادرين على القتال، فقامت وهي ترتدي ملابس الرجال بوضع نفسها على قيادة جيش للنساء ورددن الهجوم على المدينة. ولكي تحيى ذكراها أقيم تمثال للشاعرة ويظهرها تضع خوذة مع كتب عند قدميها ونصب في معبد أفروديت في أرغوس. وهناك احتفال يدعى هيبريستيكا أو إنديماتيا حيث يتبادل الرجال والنساء الثياب ويتم تكريم شجاعتها هي ورفيقاتها.
لا يشير هيرودوت إلى تدخل تيليسيلا، ولكنه يذكر كاهنا تنبأ بأن النساء سيهزمن الرجال، أما التمثال الذي رآه باوسانياس ربما لا يكون مكرسا لها، حيث ربما كلان يمثل أفروديت بصفتها زوجة أريس والإلهة المحاربة (ويبدو أن الكتب كانت في غير موضعها)، وأن الهيبريستيكا على الأغلب كان احتفالا دينيا متصلا بعبادة آلهة خنثى. هناك بيتان فقط بقيا من قصائد تيليسيلا واستشهد بهما النحوي هيفايستيون.